# 蓮淳
蓮淳（れんじゅん、寛正5年（1464年） - 天文19年8月18日（1550年9月28日）は、室町時代・戦国時代の浄土真宗の僧である。称徳寺（堅田御坊）、願証寺、顕証寺（久宝寺御坊）兼住、恵光寺開基。本願寺第8世法主蓮如の6男で、母は伊勢貞房の娘蓮祐。正室は滋野井教国の娘妙蓮。子に実淳、実恵、実玄室、実顕室、円如室・慶寿院、実順室・妙祐。幼名は光徳、諱は兼誉。仮名は三位。

## 生涯
文明元年（1469年）、新築したばかりの近江大津近松の顕証寺（後の光応寺）に入り、2年後の文明3年（1471年）に父が越前吉崎へ下向した時は顕証寺に留められた。やがて顕証寺住持になるが時期は不明で、文明15年（1483年）または延徳2年（1490年）以後とされ、住持就任は兄の第9世法主実如の命と推測されている。
明応年間に伊勢長島（現在の三重県桑名市長島町）に願証寺を創建、明応5年（1496年）には赤野井坊舎を再興して堅田本法院を兼帯する。後に弟の実賢（蓮如9男）や実順（蓮如11男）・実真親子らの早世によって空座となった称徳寺（堅田御坊）や河内顕証寺の住持も兼任した。北陸地方に拠点があった他の兄弟と違って畿内を拠点にしていた事、実如の同母弟であった事から自然と実如の相談役となり、その後継者として予定されていた円如を婿とした。円如は若くして没したものの、娘・慶寿院は第10世法主証如を生んでいる。
明応8年（1499年）に父が亡くなると、父の遺言を遵守する『兄弟中申定条々』に他の兄弟達と共に連署したが（他に蓮綱・蓮誓・実如・蓮悟）、翌明応9年（1500年）6月に異母兄蓮誓と図って山科本願寺の親鸞御影を加賀に移そうと計画したとされ、実如支持派の強硬な反対で失敗した。一方で本願寺の改革にも関与しており、永正15年（1518年）に実如が発布した一揆の禁止をはじめとする3か条の戒めについては、翌永正16年（1519年）に蓮誓が病気治療のため上洛した際に戒めを順守する北陸門徒の誓約書を持参し、実如が誓約書を検分した上で蓮淳および円如が相談して戒めが法令化された。大永5年（1525年）の実如の死の際には共通の孫にあたる証如を託され、実円（実如の子）・蓮悟・蓮慶（蓮綱の子）・顕誓（蓮誓の長男）と共に証如の後見人に選ばれた。
主に近江・伊勢・河内の教団発展に努力し、多くの有力寺院の住持を兼任する蓮淳は幼少の法主証如の後見人として本願寺内部で大きな発言権を持ち、指導的な役割を果たした。
各地の戦国大名に対抗して教団の統率力を高めた事は評価されるものの、後に驕りから顕証寺と布教地域が重複していた教団内の有力寺院である堅田本福寺住持明宗に3度（1518年・1527年・1532年）も無実の罪を着せて破門するなどの専横を見せるようになった（破門は本来法主にしか許されていなかったが、蓮淳は証如の後見人としての職務代行を利用して破門を行った）。この横暴ぶりに対して一族や地方の門徒が激しく反発するようになり、永正の一揆（九頭竜川の戦い等）で越前から加賀へ逐われて来た藤島超勝寺・和田本覚寺（大一揆）と、加賀の国主権限も認められていた賀州三ヶ寺（若松本泉寺・波佐谷松岡寺・山田光教寺。小一揆）間の加賀国内での諍いでは、蓮淳の娘婿である超勝寺の実顕方へ介入し下間頼秀・下間頼盛兄弟を派兵するなど大小一揆のきっかけを作ったのみならず、この内紛で対立した実の兄弟（蓮如の諸子息）やその家族の処刑・追放を行った。ただし大小一揆の過程において蓮淳は主体的な立場だったか、または下間頼秀兄弟の権力に屈従した消極的な立場だったか見解が分かれ、井上鋭夫は前者、谷下一夢は後者の説を唱えている。
また、この乱に関連して天文元年（1532年）に細川晴元の要請で木沢長政への援軍として一向一揆を差し向け、畠山義堯や三好元長を討ち取った。だが、一向一揆の暴走で晴元と決裂、8月24日に晴元派の山村正次が率いる法華一揆の軍勢によって山科本願寺を焼き討ち（山科本願寺の戦い）にされた際に理由は不明だが証如を置き去りにして退去、次男実恵がいる願証寺に戻った。この行動も見解が分かれ、井上は焼失の責任を問われて非難の的になったと推測、谷下はそれを否定している。焼き討ち前の8月12日に法華一揆が蓮淳の近松顕証寺を焼き払い、14日に蓮淳の配下が近江衆を討ち取ったことが山科本願寺の戦いに影響したともいわれ、いずれにしても山科本願寺焼失が退去の要因になったとされている。なお、天文4年（1535年）4月に実恵を伴い山科から移転した石山本願寺へ向かい、下間頼慶と共に六角氏との和睦を推進し天文5年（1536年）に成立させたが、同年5月に実恵に先立たれている。
晩年の天文8年（1539年）には河内顕証寺の住持を長男実淳に譲り、隠居号として光応寺を名乗ったが、3年後の天文11年（1542年）1月7日に妻妙蓮が死去、6月28日に実淳も51歳で先立った為にやむなく8月には河内顕証寺に再び戻り、同寺の住持にも復帰することとなった。
天文19年8月18日（1550年9月28日）没。享年87。河内顕証寺住持の職は孫で実恵の四男である証淳が継いだ。死に際して蓮淳はかつて大小一揆で罰した実悟（蓮如10男）や顕誓を赦し、破門を解くように遺言している。
証如の祖父・蓮淳に対する信頼は絶対的であり、蓮淳も証如が没する4年前まで長寿を保った事から、証如の法主時代の本願寺は事実上蓮淳によって統治されていたとまで言われている。

## 書状における名乗りについて
後年、蓮淳は伊勢願証寺の第1世住持であることから、しばしば「願証寺蓮淳」とも表記されるが、実際の所蓮淳の活動拠点は近畿地方であり願証寺の住持である事にはさほど重きを置いておらず、そうした署名をした事は殆どない。実際に蓮淳が多く用いた名乗りは「顕証寺蓮淳」であり、顕証寺住持職を一度実淳に譲ってから亡くなるまでの晩年は「光応寺蓮淳」と署名される事が多かった。